# KN-10 미사일

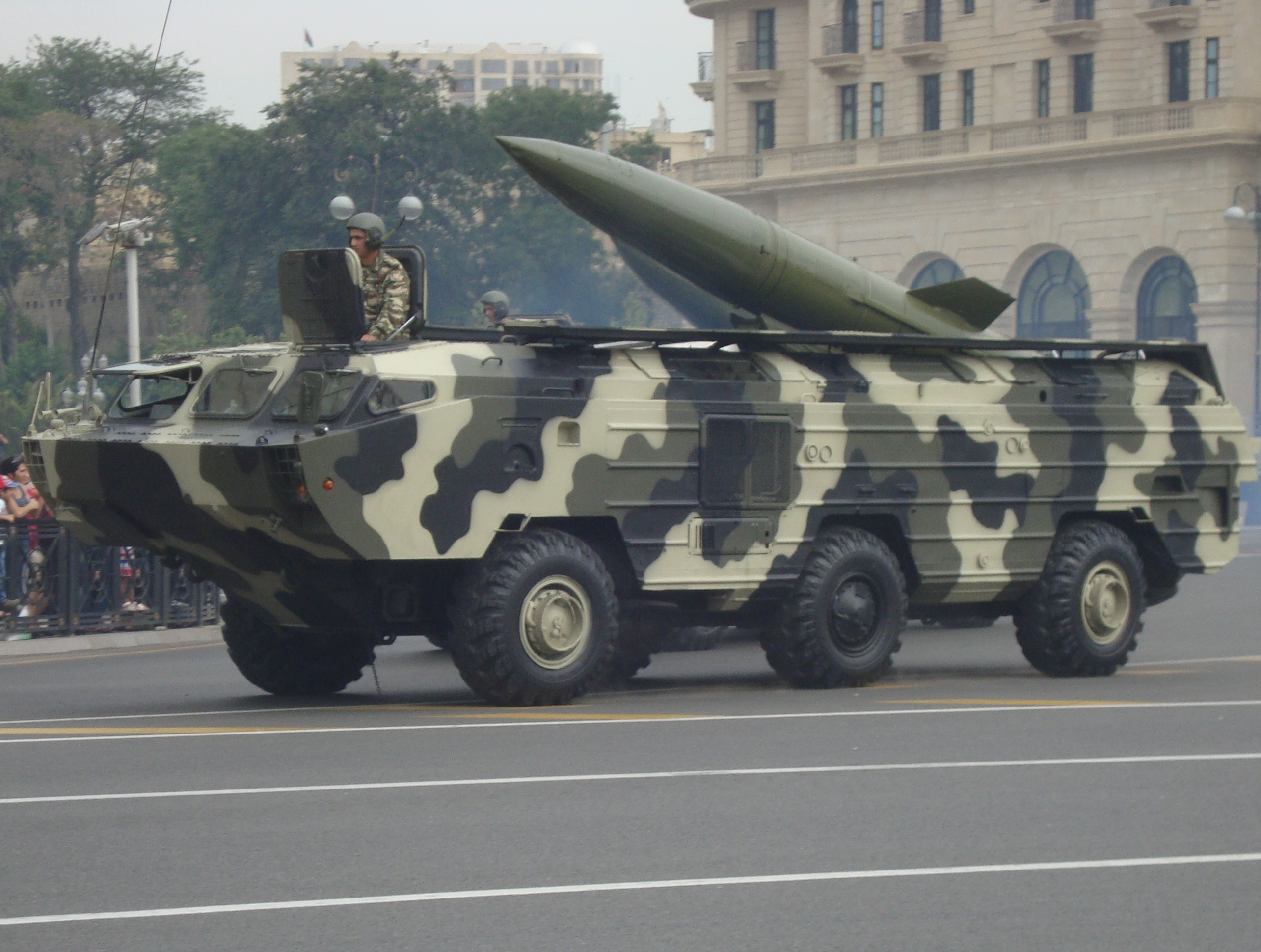
2013년 아제르바이잔 수도 바쿠에서 퍼레이드 중인 SS-21

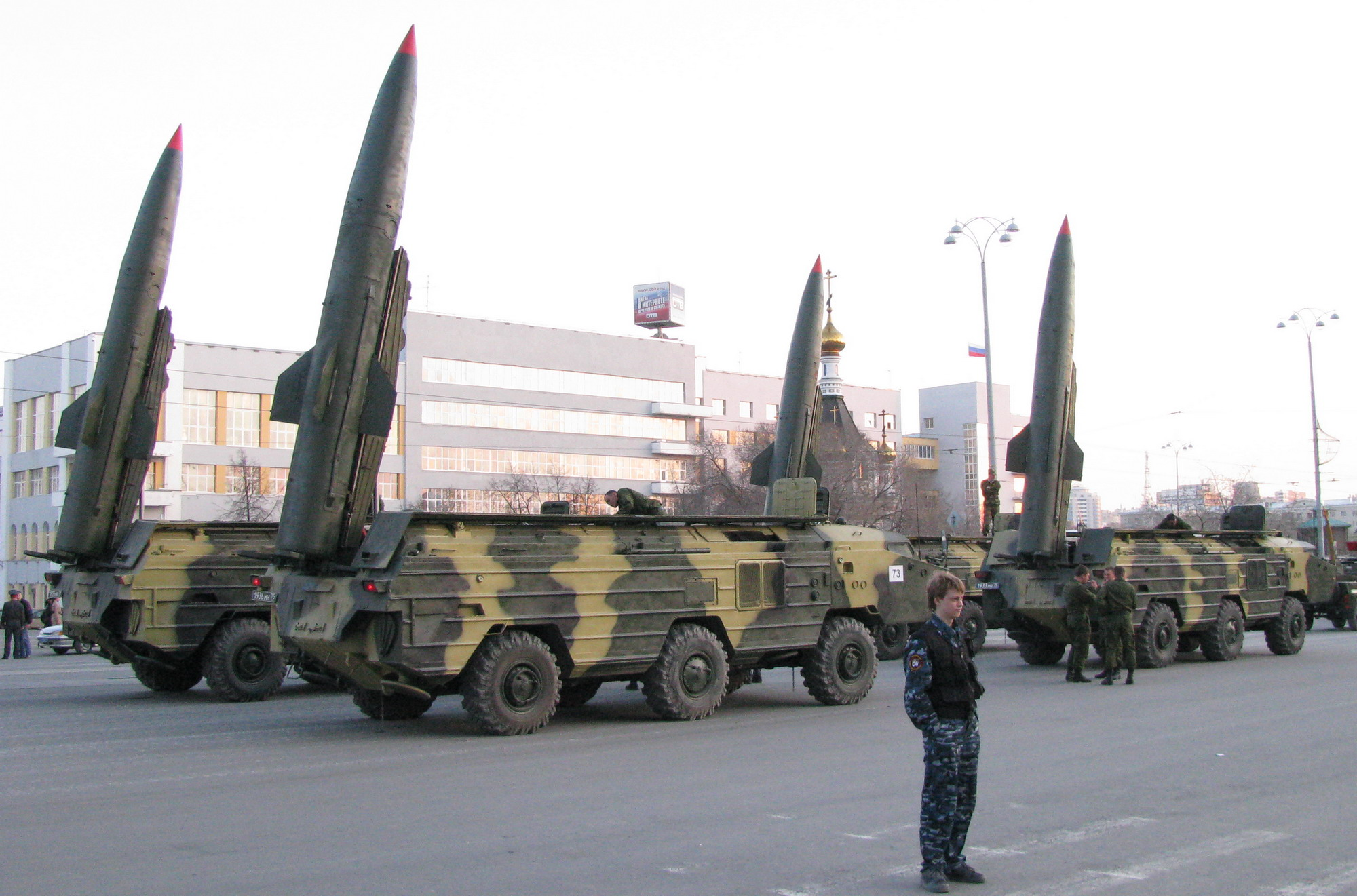
SS-21. 2014년 북한 언론이 공개한 사진에서, KN-10은 SS-21과 외양이 매우 닮았다.

KN-10은 2010년 미국이 탐지한 북한의 신형 단거리 지대지 탄도 미사일이다.

## 혼동
한국군과 미군은 한동안 KN-09 300mm 방사포라고 착각했다. 사거리가 비슷하다.

## 고체연료
화성 5호(스커드-B)는 액체연료라서 주입하는 도중에 한미연합군에 포착될 수 있다. 러시아 SS-21은 1단 고체연료 로켓이므로, SS-21 사거리 연장형으로 추정되는 KN-10도 1단 고체연료 로켓일 것으로 보인다. 연료주입을 하지 않고 바로 발사한다.

## 정확도
북한의 KN-10이 GLONASS를 이용하는지는 미확인지만, 1990년대에 개발된 러시아의 SS-21 스캐럽-C는 사거리를 185 km로 늘렸으며, GLONASS를 이용해 CEP를 70 m로 줄였다. 북한 언론이 "초정밀"을 선전하는 것을 고려하면, GLONASS를 채택했을 것으로 보이다.

## SS-21
2014년 북한은 명중 정밀도가 낮은 화성 5호(스커드-B)를 폐기하고, KN-10으로 명명된 신형 단거리 미사일을 실전배치하고 있는 것으로 알려졌다. 즉, 액체연료 SS-1 스커드를 퇴역시키고 고체연료 SS-21 스캐럽을 주력 미사일로 교체중이다.
제프리 루이스 미국 비확산센터(CNS) 소장은 2014년 11월 3일 북한 관련 전문 웹사이트 38노스에 기고한 보고서를 통해서, KN-10이 러시아제 SS-21의 사거리를 더 늘린 개량형으로 보인다고 분석했다.
- SS-21 - 사거리 70 km(70년대 SS-21A), 120 km(80년대 SS-21B), 185 km(90년대 SS-21C)
- KN-02 - 사거리 170 km, SS-21 카피 버전, 2002년 미군 포착
- KN-10 - 사거리 220 km, SS-21 사거리 연장형 버전, 2010년 미군 포착

## 에이태킴스
미국과 비교하면 다음과 같다:
- MGM-140A 에이태킴스 미사일 - 무게 1.67톤, 사거리 128 km, GPS 유도
- KN-02 - 무게 1.8톤, 사거리 120 km, GLONASS 유도

즉, 무게 1.6~2톤 정도이며, 사거리 120-300 km, 1단 고체연료, 이동식 발사대인 점이 SS-21과 에이태킴스 미사일과 같다. 원래 SS-21은 1970년대 미국 랜스 미사일과 동시에 개발 배치되어 한국과 서독에서 실전배치 경쟁을 하던 단거리 핵미사일이다. 미국은 랜스를 에이태킴스로 교체했다. 따라서 SS-21과 에이태킴스는 제원이 비슷하다.
북한은 초기에 사거리 120 km이던 KN-02를 2014년에는 KN-10 220 km까지 시험발사에 성공했다. 한국 미국의 에이태킴스 미사일이 초기 128 km에서 현재는 300 km인 점을 감안하면, 북한도 300 km까지 계속 개량할 가능성을 배제할 수 없다.
대한민국은 에이태킴스 미사일의 국산화 사업인 번개사업을 진행 중이다.

## 핵탄두
러시아 SS-21은 재래식 탄두와 100 kt 핵탄두를 장착할 수 있다. 482 kg의 탄두를 장착한다.
북한이 최근 공개한 KN-08 핵탄두에 대해, 미국의 대표적 핵 전문가로 꼽히는 뉴아메리카 재단의 제프리 루이스 미국 비확산센터(CNS) 소장은 북한 전문 웹사이트 38노스에 2016년 3월 11일 기고한 글에서, 북한의 핵탄두가 지름 60cm, 무게 200∼300kg 정도라고 보았다. 따라서, 무게만을 고려하면, KN-08 핵탄두는 KN-10에도 장착이 가능할 것으로 보인다.
미국은 핵무기 시뮬레이션 등의 연구를 통해, 기존의 수백 kt 수소폭탄이 아군 지상군의 재래식 보병작전에 심각한 문제를 야기한다는 결과를 얻어, 50 kt 수소폭탄이 재래식 보병전의 지원에 적합하다고 본다. 그런데, 북한이 최근 공개한 KN-08 핵탄두가 50 kt 정도 폭발력으로 추정되고 있다. 북한이 재래식 보병전을 할 곳은 미국 본토가 아니라 한국이다. 따라서, 50 kt KN-08 핵탄두로 한국을 공격할 운반수단으로 가장 유력한 것이 KN-02, KN-10 등의 스캐럽 미사일이다. 즉, 스커드, 노동, 무수단, 대포동 등 다양한 북한의 지대지 미사일이 언급되지만, 한반도에서 전면전인 보병전이 발생할 경우, 북한의 주력 핵공격 수단은 스캐럽 미사일일 가능성이 높다.
50kt을 서울 용산의 지표면에서 터뜨리면, 미군 시뮬레이션 결과, 사망자는 핵폭발과 방사능 낙진을 포함해 281만 4,163명이고 부상자를 포함한 전체 사상자는 569만 4,608명이다.

## 김정일 사망
북한은 김정일 사망일날 오전 8시 30분에, 스캐럽 2발을 동해로 발사했다. KN-02 미사일은 옛 소련의 이동식 단거리 지대지 미사일 SS-21 스캐럽을 개량한 것으로 고체연료를 사용, 5분내 신속 발사가 가능하다. 원형공산오차는 100m 내외이며 이동식 발사대에서 신속히 발사할 수 있다. 12시에 김정일 사망을 공식발표했다. 한국군은 발사사실을 숨기고 있다가, 일본언론이 보도하자 시인했다.

## 시험발사
교황이 방한한 2014년 8월 14일, 북한은 원산에서 신형 KN-10 미사일 시험발사를 했다. 김정은이 참관했고 북한 매체들은 "초정밀화된 우리 식의 위력한 전술 로켓탄"이라고 소개했다. 200~220km를 날아갔으며, 한국군의 심장인 충남의 계룡대가 사정권 안에 들어간다. 9시 30분, 40분, 55분에 발사한 KN-10은 220 km를 날아갔다. 12시 56분, 13시 5분에 발사한 KN-10은 200 km를 날아갔다.

## 같이 보기
- 번개사업
- KN미사일 시리즈